# Ernő Ágost hannoveri herceg (1914–1987)
Ernő Ágost hannoveri herceg (németül: Prinz Ernst August von Hannover, Herzog zu Braunschweig und Lüneburg, teljes nevén Ernst August Georg Wilhelm Christian Ludwig Franz Joseph Nikolaus; Braunschweig, 1914. március 18. – Pattensen, 1987. december 9.) brit, braunschweig–lüneburgi és hannoveri herceg, 1953–1987 között Hannover  címzetes királya és Braunschweig címzetes uralkodó hercege.

## Élete

### Származása és családja
Ernő Ágost hannoveri herceg 1914. március 18-án jött világra a család braunschweigi palotájában III. Ernő Ágost címzetes hannoveri király (1887–1953) és Viktória Lujza porosz királyi hercegnő (1892–1980) első gyermekeként. Édesapja a címzetes hannoveri királyi cím mellett viselte a braunschweigi uralkodó hercegi és a cumberlandi hercegi címet is. Ernő Ágost herceg ilyenformán születésekor braunschweigi és cumberlandi trónörökös volt – ez utóbbi, angol főnemesi címétől a brit uralkodó fosztotta meg az első világháború alatt az egész családot. Édesanyja a német császár egyetlen leánya volt, az uralkodó kedvenc gyermeke, aki elsimította a régóta tartó ellenségeskedést a poroszok és a hannoveriek között.
A herceg 1914 nyarán tartott keresztelője bizonyult az első világháború előtti utolsó nagy uralkodói összejövetelnek. Keresztszülei között szerepelt csaknem valamennyi európai uralkodó, beleértve az orosz cárt, a magyar királyt és a brit királyt is. A világháború következményeként 1918-ban a herceg édesapja lemondott uralkodói címeiről, bár igényét a trónra egészen haláláig fenntartotta. A család ausztriai száműzetésbe kényszerült gmundeni birtokukra. Ernő Ágost herceg a tanulmányait a göttingeni egyetemen végezte, itt doktorált jogtudományokból.

### A második világháborúban; családfőként
Ernő Ágost hannoveri herceg személyesen is részt vett a második világháborúban a németek oldalán. A keleti fronton harcolt a szovjetek ellen; 1942 januárjáig Erich Hoepner alatt szolgált mint hadnagy. 1943 tavaszán a herceg súlyosan megsebesült egy harkovi ütközetben, ezért visszavonult a frontszolgálattól. 1944 elejétől fogva több német herceggel szövetségben fellépett a törvénytelen letartóztatások ellen; a július 20-i események – a sikertelen Hitler elleni merénylet – következményeként a herceget a Gestapo több héten át fogva tartotta a főhadiszállásán.
Az előrenyomuló szovjet Vörös Hadsereg elől menekülve szabadulása után a herceg és családja elhagyta a blankenburgi kastélyt, és a Hannoverhez közeli Marienburg-kastélyba költöztek. A legendás szépségű kastélyt a herceg és felesége irányítása alatt újították fel. 1953. január 30-án édesapja halála után Ernő Ágost herceg lett a család feje és ezzel együtt címzetes hannoveri király és braunscweigi herceg. Ugyanakkor édesapja végrendelete megosztotta a családot: a testamentum értelmében a herceg örökölte valamennyi birtokot, kizárva az örökségből több rokonát is. A családtagok közel egy évtizedig nem jutottak megegyezésre a kérdésben. A herceg 1981 júliusában kötött második házassága szintén megosztotta a családot.

### Házasságai és gyermekei
Ernő Ágost hannoveri herceg 1951. augusztus 31-én a marienburgi kastélyban polgári szertartás, négy nappal később pedig egyházi keretek között is feleségül vette Ortrud schleswig–holsteini hercegnőt (1925–1980). Ortrud hercegnő a dán és a görög királyi családdal is rokon Glücksburg-ház eredeti, német hercegi főágából származott. A kapcsolatból hat gyermek született:
- Mária Lujza Viktória (* 1952. november 26.), férje gróf Michael von Hochberg
- Ernő Ágost Albert (* 1954. február 26.), később címzetes hannoveri király
- Lajos Rudolf György (1955. november 21. – 1988. november 29.), felesége gróf Isabella von Thurn und Valsassina–Como–Vercelli
- Olga Zsófia Sarolta (* 1958. február 17.)
- Alexandra Irén Margit (* 1959. február 18.), férje András leiningeni herceg
- Henrik Gyula Keresztély (* 1961. április 29.), felesége Thyra Sixtina Donata von Westernhagen.

Ortrud hercegnő 1980. február 6-án bekövetkezett halála után a herceg hamarosan újranősült. 1981. július 16-án polgári, egy nappal később egyházi esküvőn Laubachban a hannoveri herceg összeházasodott Mónika solms–laubachi grófnővel (1929), aki Solms-ház szegényebb, grófi ágához tartozott. Második felesége nem uralkodócsaládból származott és a hercegnél tizenöt évvel volt fiatalabb, emiatt a házasságot többen ellenezték és a fiatalabb menyasszonyt vádolták. A kapcsolatból nem született gyermek.
Ernő Ágost címzetes hannoveri király és braunschweigi herceg 1987. december 9-én hunyt el hetvenhárom éves korában az alsó-szászországi Pattensen közelében fekvő családi kastélyban. Címeit legidősebb fia örökölte. Második fia 1988 novemberében öngyilkosságot követett el felesége halála után.

## I. Ernő Ágost hannoveri király leszármazottai
A családfa nem mutatja az összes családtagot, csak azokat, akik a királyi cím, illetve a Nagy-Britannia Királysága főrendjében (peerage) létrehozott Cumberland és Teviotdale hercege cím öröklésében érintettek – néhány kivétellel.
- III. György  brit király
  - IV. György  brit király
  - Frigyes Ágost,  York és Albany hercege
  - IV. Vilmos  brit király
  - Sarolta Auguszta württembergi királyné
  - Eduárd Ágost  Kent és Strathearn hercege
  - további testvérek...
  - I. Ernő Ágost hannoveri király (1771–1851)  Cumberland és Teviotdale 1. hercege
    - V. György hannoveri király (1819–1878)  Cumberland és Teviotdale 2. hercege
      - Ernő Ágost hannoveri királyi herceg (1845–1923)  Cumberland és Teviotdale 3. hercege[8]
        - Ernő Ágost braunschweigi herceg(1887–1953)[9]
          - IV. Ernő Ágost hannoveri herceg (1914–1987)[9]
            - V. Ernő Ágost hannoveri herceg (1954–)[9]
              - Prince Ernst August of Hanover
                - Prince Welf August of Hanover

          - Frederica of Hanover (1917–1981), férje: Pál görög király